# Хотток

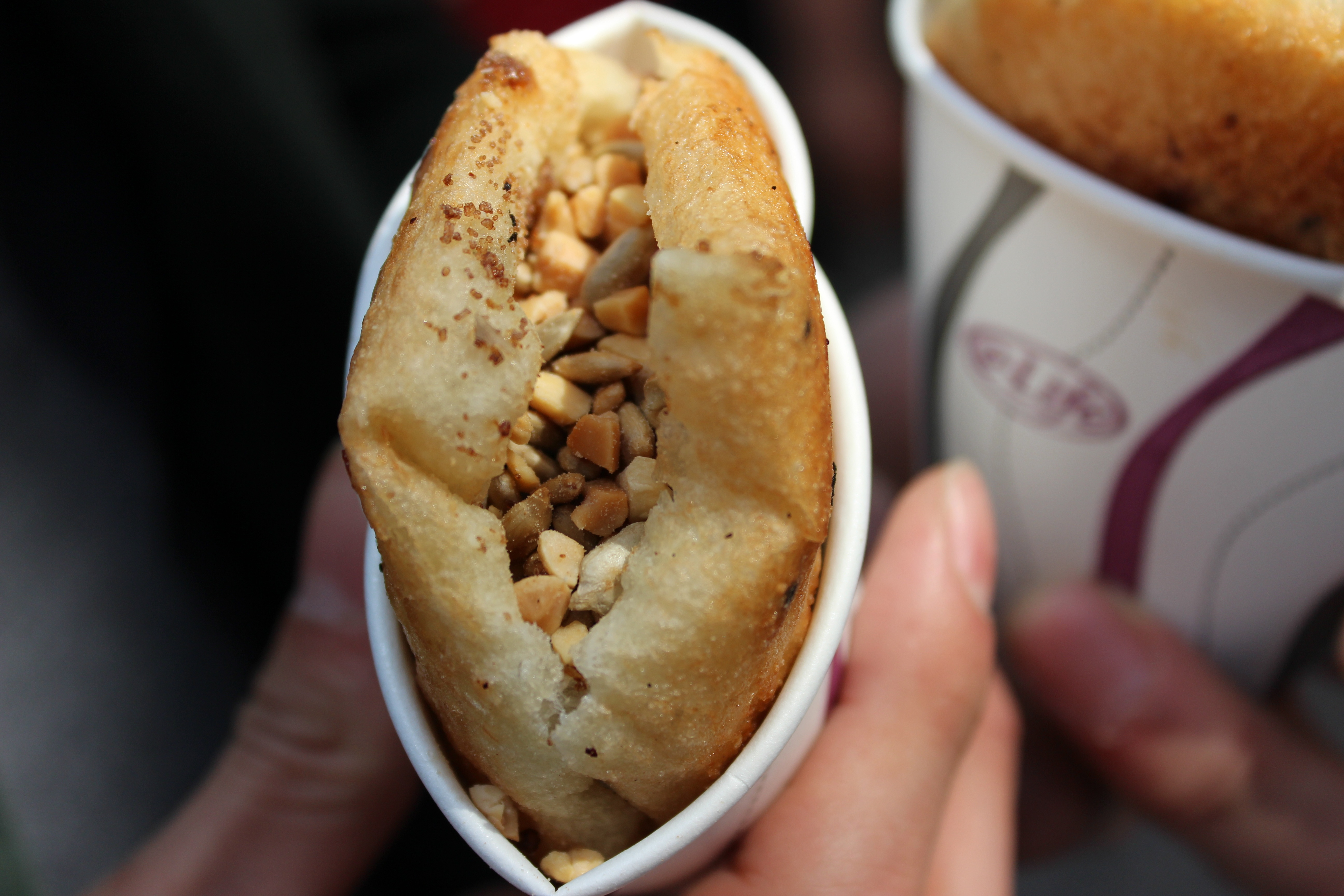
Хотток

Хотток (кор. 호떡) — это популярная корейская уличная еда, которая представляет собой блинчики, сделанные из рисовой муки и дополнительно начинённые орехами, семенами кунжута, мёдом и т. п. Сезоном продаж хоттока является зима. В Сеуле основные места по продаже сконцентрированы в районе Инсадон, а также на рынке, расположенном в районе Намдэмун.
Помимо торговых точек, существует коммерчески доступная готовая сухая смесь, с помощью которой можно самостоятельно, в домашних условиях приготовить хотток. В наборе со смесью обычно содержится коричневый сахар, мед, измельчённый арахис и корица.
Классический хотток готовят из теста, состоящего из клейкой рисовой муки, и заправляют смесью сахара, арахиса и корицы. Затем начиненное тесто помещается на смазанную маслом сковородку и прессуется в большой круг с помощью специального инструмента с кругом из нержавеющей стали и деревянной ручкой.
Существует огромное количество вкусовых вариаций хоттока. Помимо классического рецепта существуют пицца-хотток, хотток с кукурузой и т. п. Отдельно выделяют «матча-хотток» — блинчики, приготовленные с использованием матча, порошкового зелёного чая.